# 2008년 5월
| 2008년: 1월 · 2월 · 3월 · 4월 · 5월 · 6월 · 7월 · 8월 · 9월 · 10월 · 11월 · 12월 |

| <          | 2008년 5월 | 2008년 5월 | 2008년 5월 | 2008년 5월  | 2008년 5월 | >          |
| 일         | 월         | 화         | 수         | 목          | 금         | 토         |
|            |            |            |            | 1 3.26 신축 | 2 27 임인  | 3 28 계묘  |
| 4 29 갑진  | 5 4.1 을사 | 6 2 병오   | 7 3 정미   | 8 4 무신    | 9 5 기유   | 10 6 경술  |
| 11 7 신해  | 12 8 임자  | 13 9 계축  | 14 10 갑인 | 15 11 을묘  | 16 12 병진 | 17 13 정사 |
| 18 14 무오 | 19 15 기미 | 20 16 경신 | 21 17 신유 | 22 18 임술  | 23 19 계해 | 24 20 갑자 |
| 25 21 을축 | 26 22 병인 | 27 23 정묘 | 28 24 무진 | 29 25 기사  | 30 26 경오 | 31 27 신미 |

| - 5월 5일 - 박경리 - 5월 26일 - 시드니 폴락 편집하기 |

## 2008년5월 31일
- 오후 9시 59분 30초에 대한민국 제주특별자치도 제주시 서쪽 78km 해역에서 규모 4.2의 지진이 발생하여, 제주도 일대와 전라남도 완도 일대에서 진동이 느껴졌다.

- 5월 31일(벨기에 현지시간) 벨기에 브뤼셀에서 열린 FISU 집행위원회에서 FISU는 2013년 하계유니버시아드 개최지를 러시아의 카잔으로 선정하였고, 2013 동계유니버시아드 개최지로 슬로베니아의 마리보로 결정하였다.

## 2008년5월 30일
- 대한민국에서 제18대 국회의 임기가 시작되었다.
- 온두라스에서 TACA항공 390편 여객기가 착륙하던 도중 활주로를 이탈한 사고가 발생되었다.

## 2008년5월 28일
- 네팔 제헌의회의 결정에 따라 네팔의 정치체제가 약 240년 동안 이어졌던 왕정에서 공화제로 변경되었다.
- 아일랜드 더블린에서 개최된 집속탄 금지 국제회의에서 111개국이 집속탄 사용을 금지하는 내용의 협정에 합의하였다.

## 2008년5월 27일
- 대구광역시 달성군에서 청동기 시대의 온전한 형태의 인골이 발굴되었다.
- 피사의 사탑이 기울기 시작한 지 800년 만에 기우는 걸 멈추었다.

## 2008년5월 26일
- 미국 쇠고기 수입 :
  - 전날부터 벌어진 미국산 쇠고기 수입에 반대하는 도로점거 시위가 새벽까지 이어졌고 시위 참가자 32명이 경찰에 연행됐다.
  - 어청수 경찰청장은 지난 주말 미국산 쇠고기 수입 반대 촛불집회 참가자들이 거리 시위를 벌인 것에 대해 "치밀한 계획"에 의해 이뤄진 것으로 보인다고 밝혔다.
  - 미국 쇠고기 현지 점검단장은 "이번 미국 방문중 점검 대상 작업장에서 문제가 될 부분은 없었다"고 밝혔다.

## 2008년5월 25일
- 미국 항공우주국(NASA)의 화성탐사로봇 피닉스 호가 화성 북극권 얼음 사막에 도착하여 임무를 시작했다.

대한민국 가수 샤이니 데뷔

## 2008년5월 23일
- 국회 본회의에 상정된 정운천 대한민국 농림수산식품부 장관에 대한 해임결의안이 부결됐다.
- 자유선진당과 창조한국당이 18대 국회 공동 교섭단체 구성에 합의하였다.
- 한국건설기술연구원 첨단환경연구실 소속 김이태 책임연구원이 포털사이트 다음 아고라에 "한반도 물길 잇기 및 4대강 정비계획의 실체는 대운하 계획"이란 내용의 글을 올렸다.

## 2008년5월 22일
- UEFA 챔피언스리그 2007-08 시즌은 맨체스터 유나이티드가 우승했다.
- 이명박 대통령이 미국산 쇠고기 수입 협상 논란과 관련하여, "송구스럽다"며 대국민 담화를 발표했다.

## 2008년5월 20일
- 중화민국 총통 선거에서 마잉주가 중화민국 제12대 총통으로 당선하였다.

## 2008년5월 16일
- 경기도 연천 GP 총기난사 사건의 범인 김동민 일병에게 사형이 확정되었다.

## 2008년5월 15일
- 나이지리아 남부에서 송유관 파열로 생긴 화재가 번지면서 주민 약 100명이 압사하고 20명이 부상했다.

## 2008년5월 12일
- 중화인민공화국의 쓰촨성에서 진도 7.8의 대규모 지진이 발생하였다.
- 청와대는 이명박 대통령이 지난 10일 박근혜 전 한나라당 대표와의 회동에서 당 대표직을 제안했었다고 밝혔다.
- 대한민국 한승수 국무총리와 우즈베키스탄 미르지야예프 총리는 우라늄 장기도입 계약 등을 내용으로 하는 양해각서(MOU)를 체결하였다.
- 대한민국과 유럽연합의 자유무역협정(FTA) 7차 협상이 벨기에 브뤼셀에서 개시되었다.

## 2008년5월 11일
- 미국 메이저 리그 베이스볼의 샌디에이고 파드리스 소속 투수 그렉 매덕스가 메이저 리그 사상 9번째로 350승을 달성했다.
- K리그 대전 시티즌의 김호 감독이 한국 최초로 K리그 200승을 기록했다.

## 2008년5월 10일
- 수단의 수도인 하르툼 인근에서 다르푸르 지역의 대표적 반군 조직인 정의평등운동(JEM) 요원들과 정부 군 사이에 교전이 발생했다.

## 2008년5월 9일
- 중국에서 장 바이러스에 의한 사망자가 32명으로 증가하였다.
- 레바논의 수도 베이루트 일부를 헤즈볼라가 점령하였다.
- 사이클론 나르기스 :
  - 미얀마 외무부는 국영신문에 낸 성명을 통해 "외국의 수색구조팀과 언론은 받아들일 준비가 되어 있지 않다"며 "의약품과 식량, 의복, 발전기, 천막 등 구호 물품이나 현금만 받겠다"고 밝혔다.

## 2008년5월 8일
- 조선민주주의인민공화국은 영변 실험용 원자로의 가동 기록을 방북한 성 김 미 국무부 한국과장에게 전달했다.
- 2008년 대한민국 미국산 쇠고기 수입 협상 논란 :
  - 한승수 국무총리는 대국민 담화를 통해 "미국과 다른 나라들과의 협상과정을 지켜보면서 새로운 상황이 발생할 경우 언제라도 미국과 체결한 쇠고기 협정의 개정을 요구하겠다"고 밝혔다.
- 경기도 연천 GP부대 총기난사 사건의 범인 김동민 일병에게 파기환송 항소심 법원도 사형을 선고했다.

## 2008년5월 7일
- 레바논의 수도 베이루트에서 노조연맹 파업으로 촉발된 이슬람 시아파와 수니파의 유혈 충돌로 사상자가 최소 11명이 숨지고 20명 이상이 다쳤다.

## 2008년5월 5일
- 소설 《토지》의 작가 박경리가 82세를 일기로 별세하였다.
- 서울특별시 광진구청 내 자연학습장에서 사육하던 닭에서 조류 인플루엔자(A.I)가 발견되었다.

## 2008년5월 4일
- 충청남도 보령시 남포면 죽도 선착장과 인근 갓바위에서 낚시객과 관광객들이 갑작스런 바닷물 범람에 휩쓸리면서 여러명이 사상당한 바닷물 범람 사고가 발생하였다.
- 마이크로소프트사는 야후에 대한 인수를 공식적으로 포기한다고 발표하였다.
- 미국 쇠고기 수입과 관련한 시위가 확대되는 가운데, 포털 사이트 다음 '아고라'에 개설된 이명박 대통령에 대한 탄핵 서명에 참여한 네티즌이 100만명을 넘어섰다.

## 2008년5월 2일
- 한미자유무역협정의 후속 협상인 미국 쇠고기 수입에 반대하는 미국산 쇠고기 수입반대 시위가 광화문 광장에서 열렸다. 광우병이 문제가 되었다.
- 미얀마에서 사이클론 나르기스에 의해 10000명 이상이 사망하고 3000명 이상이 실종된 참사가 발생하였다.

## 2008년5월 1일
- 서울특별시가 2009년에 개통하는 서울 지하철 9호선 역 25개역의 명칭을 확정해 발표했다.